# Halál Velencében (film)
A Halál Velencében 1971-ben bemutatott színes, olasz–francia filmdráma, amely Thomas Mann azonos című, 1912-ben írt novellája alapján készült. Eredeti címe: Morte a Venezia / Mort à Venise. Luchino Visconti alkotása a rendező vizuálisan talán leggyönyörűbb filmje: az 1971-es cannes-i filmfesztiválon a rendezvény 25. évfordulója alkalmából különdíjjal tüntették ki. A kritikusok szélsőségesen ítélték meg a művet: a pozitív vélemények az erőteljes atmoszférát, a színészvezetést, a mű önvallomás jellegét emelték ki, míg a negatív véleményekben az eredeti novellával való, Visconti szempontjából kedvezőtlen összehasonlítások domináltak.

## A cselekmény
|  | Alább a cselekmény részletei következnek! |

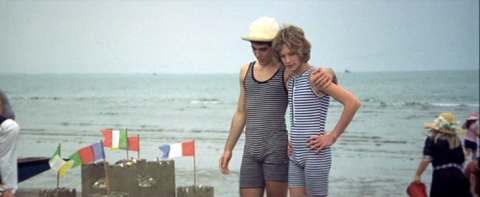
Tadzio a barátjával (jobbra: Björn Andrésen)

A XX. század elején járunk. Aschenbach professzor Velencébe érkezik, hogy nyugodt pihenéssel töltsön el egy kis időt, és rendezze gondolatait. A szállodában a többi előkelő vendéghez hasonlóan a legkörültekintőbb kiszolgálásban részesül. A hallban felfigyel egy kamaszfiúra, aki édesanyja, testvére és a nevelőnő társaságában van. A mama Tadziónak szólítja a fiút: a család lengyel. Tadzio fizikai szépsége elbűvöli a professzort, felidéződnek benne azoknak a vitáknak az emlékei, amelyeket Alfred nevű barátjával folytatott a szépség eszményéről. A szálloda strandján már egyértelműen Tadziót figyeli, ahogy a kamaszfiú egyik barátjával homokvárat épít, később pedig séta közben bizalmas beszélgetést folytatnak. Egyszer a liftben Aschenbach összekerül Tadzióval és fiatal barátaival. Nagyon kínosan érzi magát, ráadásul a folyamatosan nevetgélő, számára ismeretlen nyelven kommunikáló fiatalok mintha rajta mulatnának. Tadzio kiszáll az egyik emeleten, majd búcsúzóul visszafordul a liftben utazók felé: mintha egyenesen Aschenbachra emelné igéző tekintetét. A zaklatott professzor egyre képtelenebb tisztázni magában a fiú iránti érzéseit. Hirtelen úgy dönt, hogy elutazik. Az állomáson azonban probléma támad a csomagjaival, kénytelen visszatérni a Lidóra. Beletörődve a Sors akaratába, fokozatosan átadja magát a Tadzio iránti vonzalmának: a strandon már leplezetlenül figyeli, ahogy az édesanya gyengéden törölgeti a homokot a játékban kimelegedett és összepiszkolódott fiú arcáról. Közben idilli emlékek jutnak Aschenbach eszébe, amikor ő és felesége egy csodaszép zöld mezőn gyermekükkel közösen élvezték a természet szépségét. Tadzio mintha észrevenné Aschenbach érdeklődését, sőt időnként úgy tűnik, egyenesen kacérkodik vele. A tengerparton, lepedőbe burkolva álldogáló kamaszfiú a professzor számára olyan, mint egy csodálatos görög szobor.

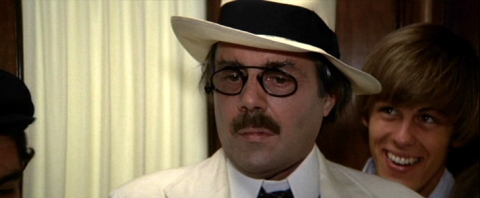
Aschenbach a felvonóban (Dirk Bogarde)

Aschenbach egyre óvatlanabbá válik, az utcákon is követi ideálját. Figyelmét mindazonáltal nem kerüli el, hogy a város lakói fertőtlenítőt locsolnak szét az utcákon. Korábban már az állomáson is észrevette, hogy egy súlyos betegnek látszó férfi összeesett. Hiába próbál azonban érdeklődni, mindenkitől kitérő választ kap, senki nem hajlandó megerősíteni, hogy járvány sújtja Velencét. Megpróbálja figyelmeztetni Tadzio édesanyját a járványveszélyre, ám az elegáns asszony szemmel láthatóan nem igazán érti, mit akar vele tudatni az izgatott férfi. Aschenbachnak ekkor nyílik először – és egyetlenegyszer – alkalma arra, hogy tétova mozdulattal megérintse Tadziót. A járvány réme a professzor emlékeiből saját személyes tragédiáját is felszínre hozza: gyermeke halálát. Aschenbach a szépség iránti megszállottságtól vezérelve megpróbálja megteremteni a fiatalság illúzióját: befesteti a haját, arckezelést kap, és látszólag évekkel megfiatalodva lép ki ismét az utcára. Tadziót követi a velencei sikátorokban, ahol a járvány miatt immár tüzeket is gyújtanak. Aschenbach fehérre mázolt arcával, barnára festett hajával valójában olyan, mintha maga a Halál lenne, amint áldozata sarkában ólálkodik. A professzor is rádöbben minderre. Később már elcsigázottan ül nyugágyában a korábbi napokhoz képest szinte már kihalt strandon. A fiatalság maszkja leválik róla, a festék végigcsorog az arcán, ismét előtűnik az öregség, a közelgő Halál riasztó látványa. A professzor tehetetlenül kénytelen nézni, amint Tadzió egy másik kamasszal verekedésbe bonyolódik, és a küzdelemben alulmarad. A megbántott fiú lassan besétál a tengerbe: Aschenbach ezt a képet látja életében utoljára. Holttestét a szállodai alkalmazottak sietve viszik el a tengerpartról.

## Érdekességek

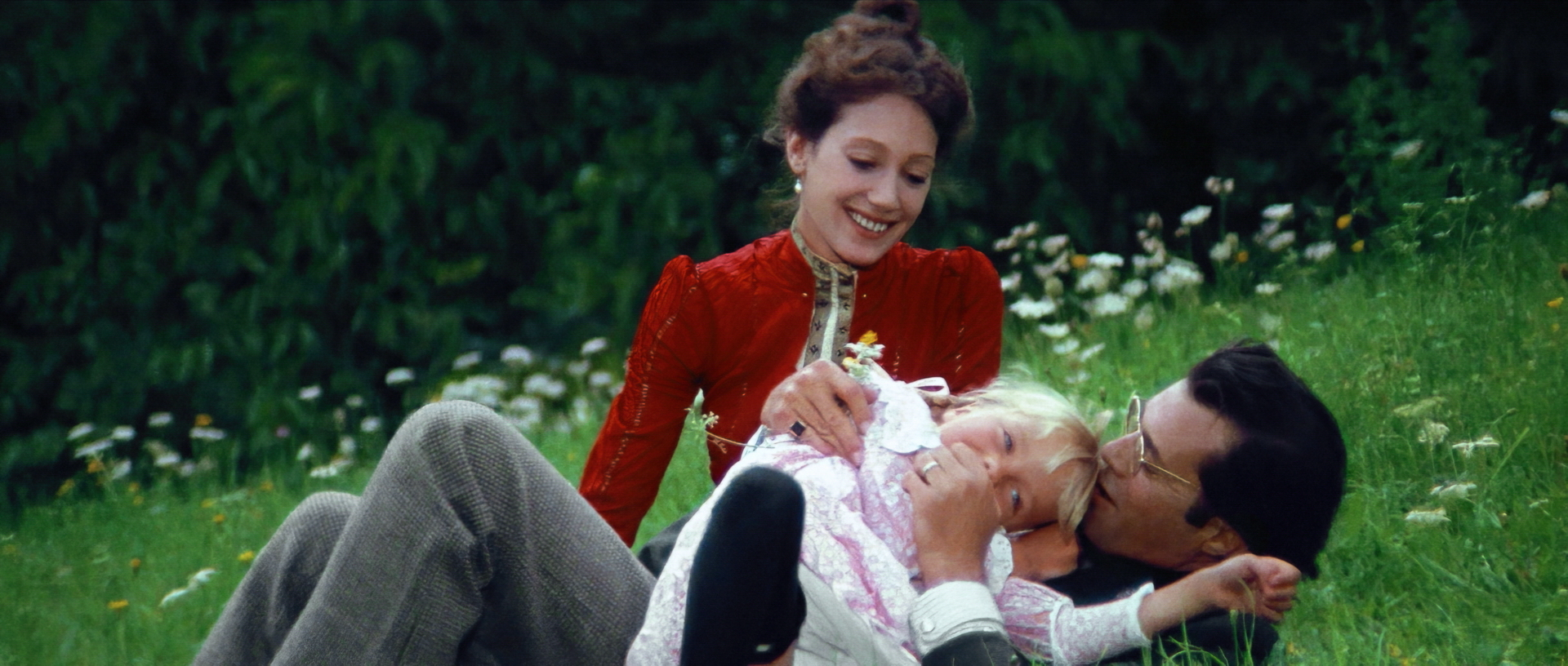
Múltbéli idill (Marisa Berenson és Dirk Bogarde)

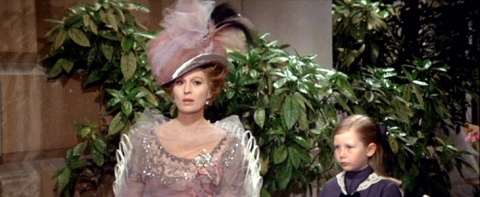
Tadzio édesanyja a kislányával (Silvana Mangano és Eva Axén)

- Gustav Aschenbach modellje Gustav Mahler zeneszerző volt. A filmzenéhez felhasználták Mahler III. és V. szimfóniájának egyes részleteit. A novellában egyébként Aschenbach író volt. Viscontinak a kritikusok felrótták, hogy a szereplőből zeneszerzőt csinált, ám a rendező azzal érvelt, hogy Thomas Mann-nak is Mahler volt a modellje.
- Az egyébként homoszexuális Visconti szinte egész Európát beutazta, hogy megtalálja az ideális Tadziót. Magyarországra is ellátogatott, mert egyik jelöltje a fiatal Balázsovits Lajos volt. Végül a 15 éves Björn Andrésenre esett a választása. A színészkeresésről Alla ricerca di Tadzio címmel rövidfilm készült, melyben Visconti budapesti látogatását is megörökítették.
- A Halál Velencében Visconti ún. német trilógiájának középső darabja. Tematikai előzménye az Elátkozottak (1969), folytatása a Ludwig (1972).
- Dirk Bogarde főszerepet játszott Visconti előző filmjében, az Elátkozottakban is. Emlékirataiban megírta, hogy hosszas próbálgatás után találták meg azt a fehér festéket, amelynek színe megfelelt a Halál Velencében azon jelenete számára, amelyben Aschenbach fehérre festett arccal követi Tadziót. A felvétel kezdetekor azonban a festék égetni kezdte az arcát. Ekkor nézték csak meg a tubust, melyre rá volt írva, hogy az anyag bőrrel ne érintkezzen. Visconti azonnal megtiltotta a krém használatát, és a további elővigyázatossághoz hozzátartozott az is, hogy a stáb egyes tagjain próbálták ki a lehetséges arcfestékeket, mielőtt Bogarde-ot kisminkelték volna.
- Bogarde kedves szavakkal emlékezett meg emlékirataiban Björn Andrésenről, aki valójában ízig-vérig modern kamasz volt: Beatles hallgatott, és motorkerékpárról ábrándozott. Andrésen később hálásan gondolt vissza Bogarde-ra, aki nagy segítséget nyújtott neki a forgatási nehézségek leküzdésében.
- Silvana Mangano játszott Visconti következő két filmjében is: Ludwig (1972), Meghitt családi kör (1974).
- Nora Ricci Visconti előző filmjében, az Elátkozottakban is nevelőnőt játszott. A rendező következő filmjében, a Ludwigban Ferenczy Ida grófnőt alakította.
- A Halál Velencében volt Marisa Berenson első filmszerepe.
- Björn Andrésent kamaszként inkább a zenei pálya vonzotta, és nem a filmezés. Tadzio szerepe világhírűvé tette, de ennek voltak kevésbé előnyös velejárói is. A médiában esetenként olyan fejtegetések is megjelentek a film kapcsán, hogy Andrésen homoszexuális. Ezt a pletykát táplálta Sal Mineo amerikai színész 1976-os meggyilkolása. Andrésen és a homoszexuális Mineo állítólag jó barátságban voltak, és olyan hírek is lábra kaptak, hogy a gyilkosság előtti órákban együtt voltak. Andrésen viszont azt állította, hogy nem ismerték egymást, és ő sosem járt az Amerikai Egyesült Államokban. 10 évvel később, 1986-ban újabb képtelen pletyka terjedt el. Ebben az esztendőben meghalt Andrésen első gyermeke, egy újszülött kisfiú. A tragédiáról egyesek azt terjesztették, hogy az valójában Visconti élettársának, Helmut Bergernek a bosszúja volt, aki neheztelt Andrésenre, mert annak idején kiütötte őt Tadzio szerepéből, amelyet állítólag Berger is szeretett volna eljátszani. Neki valójában semmi köze nem volt a szomorú halálesethez. Andrésen későbbi művészi pályája egyébként nem igazán jelentős.
- Thomas Mann fiának nem tetszett a film, többek között azt kifogásolta, hogy Viscontinál Aschenbach „holmi neurotikus különc” csupán.
- Ken Russell az 1974-ben készült Mahler című alkotásának egyik jelenetében megidézi a Halál Velencében filmváltozatát: a vonatablakon kitekintő Mahler megpillantja időskori önmagát, amint egy oszlop mögül egy fiatal kamaszfiút figyel, aki lassan, szinte kacérkodva forog egy másik oszlop körül, ahogyan Björn Andrésen Visconti filmjében. Volt olyan magyar kritikai vélemény, mely szerint ez valójában nem hommage, hanem rejtett gúny Visconti felé: Mahler vonata elindul, és mintha ezzel Russell azt jelezné, hogy a vonatablakból meglesett látvány valójában egy másik film, egy másik történet, amelyhez az ő hősének semmi köze.

## Magyar kritikai visszhang
„Fellini Clownjainak átütő sikere után most Visconti hódította vissza rajongóit. Mesteri kézzel vitte filmre Thomas Mann remekművét, a Halál Velencében című, immár klasszikusnak minősíthető elbeszélését. Visconti alkotásában maradéktalanul érvényesül a jellemábrázolás, plasztikusan hatnak a történet lélektani konfliktusai. A képi újjáalkotásban döbbenetes erővel elevenedik meg a kor atmoszférája, a század eleji Velence, a felső tízezer fényűző üdülőhelyének pazarlóan pompás és elviselhetetlenül fojtott levegője. A művészi élményt fokozza Dirk Bogarde ragyogó alakítása…”

(K. R.: Halál Velencében – Római filmlevél. In: Filmvilág 1971/9, 16–18. oldal)
„Visconti tagadhatatlanul nagy művész. Csodálatos érzékkel, képi kultúrával teremti meg az 1911-es év Velencéjének, s az elegáns tengerparti fürdőhotel különös légkörét. Biztos érzékkel, ritka képzelőerővel talál rá a Thomas Mann-novella közegére, a lényeget illetően azonban csak a külsőségekig jut el. A legjelentéktelenebb változtatása, hogy a híres író, Gustav Aschenbach, nála zeneszerzőként szerepel. […] Visconti a művészetelméleti, filozófiai áttételeket vulgáris párbeszéddé formálja, az érzelmeket operai fortissimóvá fokozza. Mindent eltúloz, mindent banális látvánnyá formál. A hatóságok által elleplezett kolerajárvány megfoghatatlan szorongása testet ölt: egy kolerabeteg a szemünk láttára esik össze. […] Dirk Bogarde eljátssza, de nem tudja elhitetni a figura kivételes intellektusát. A Tadziót megszemélyesítő Bjorn Andersen azonban maga az arkangyali, eszményi szépség.”

(Létay Vera: Tengeren innen, tengeren túl – Cannes-i beszámoló. In: Filmvilág 1971/12, 15–18. oldal)

## Főszereplők

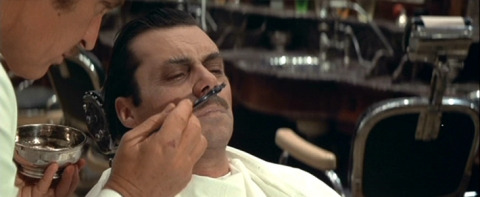
Aschenbach fiatalítani próbálja magát (Dirk Bogarde)

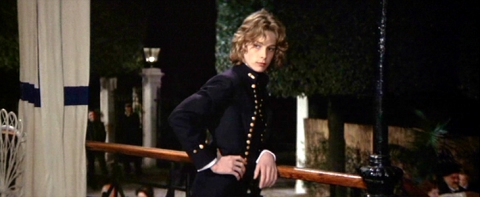
A vágy titokzatos tárgya (Björn Andrésen)

- Dirk Bogarde (Gustav von Aschenbach)....magyar hangja: Gera Zoltán
- Romolo Valli (a hoteligazgató)....magyar hangja: Velenczey István
- Mark Burns (Alfred)....magyar hangja: Bujtor István
- Nora Ricci (a nevelőnő)
- Marisa Berenson (Aschenbach felesége)....magyar hangja: Győry Franciska
- Carole André (Esmeralda) (Carole Andre néven szerepel a stáblistán)
- Björn Andrésen (Tadzio) (Björn Andresen néven szerepel a stáblistán)
- Silvana Mangano (Tadzio anyja)
- Leslie French (utazási ügynök) ....magyar hangja: Szabó Ottó
- Franco Fabrizi (borbély)....magyar hangja: Dobránszky Zoltán
- Antonio Appicella (csavargó)
- Sergio Garfagnoli (Jaschu, lengyel fiú)
- Ciro Cristofoletti (hotelportás)
- Luigi Battaglia (a semmirekellő)
- Dominique Darel (angol turista)
- Masha Predit (orosz turista)
- Eva Axén (Tadzio húga) (nem szerepel a stáblistán)
- Marcello Bonini Olas (előkelő úr a hotel rendezvényén) (nem szerepel a stáblistán)
- Bruno Boschetti (vasúti alkalmazott) (nem szerepel a stáblistán)
- Nicoletta Elmi (kislány az asztalnál) (nem szerepel a stáblistán)
- Mirella Pamphili (hotelvendég) (nem szerepel a stáblistán)
- Marco Tulli (a férfi, aki összeesik az állomáson) (nem szerepel a stáblistán)

## Díjak és jelölések

### Oscar-díj
- 1972 jelölés Piero Tosi (legjobb jelmez)

### BAFTA-díj
- 1972 díj Ferdinando Scarfiotti (legjobb díszlet)
- 1972 díj Pasqualino De Santis (legjobb operatőr)
- 1972 díj Piero Tosi (legjobb jelmez)
- 1972 díj Vittorio Trentino, Giuseppe Muratori (legjobb hang)
- 1972 jelölés legjobb film
- 1972 jelölés Luchino Visconti (legjobb rendező)
- 1972 jelölés Dirk Bogarde (legjobb férfi főszereplő)

### Bodil-díj
- 1972 díj Luchino Visconti (legjobb európai film)

### Cannes-i filmfesztivál
- 1971 A Nemzetközi Filmfesztivál 25. évfordulós díja
- 1971 Arany Pálma-jelölés

### David di Donatello-díj
- 1971 díj Luchino Visconti (legjobb rendező)

### Francia filmkritikusok díja
- 1972 díj Luchino Visconti (legjobb külföldi film)

### Ezüst Szalag díj
- 1972 díj legjobb producer
- 1972 díj Luchino Visconti (legjobb rendező)
- 1972 díj Silvana Mangano (legjobb női epizodista, megosztva Marina Bertivel)
- 1972 díj Pasqualino De Santis (legjobb operatőr)
- 1972 díj Piero Tosi (legjobb jelmez)
- 1972 díj Ferdinando Scarfiotti (legjobb díszlet)

### Kinema Junpo-díj
- 1972 díj Luchino Visconti (a legjobb külföldi film és a legjobb külföldi film rendezője)